# 샤론 루니
샤론 루니(Sharon Rooney, 1988년 10월 22일 ~ )는 영국의 배우, 영화배우이다.
글래스고에서 태어났다.

## 방송
- 브리프 엔카운터스
- 마이 매드 팻 다이어리 시즌3
- 마이 매드 팻 다이어리 시즌2
- 마이 매드 팻 다이어리

## 영화
- 루이스 웨인: 사랑을 그린 고양이 화가 (2021년) - 조세핀 웨인 역
- 덤보 (2019년) - 미스 아틀란티스 역
- 브리프 엔카운터스 (2016년)
- 헥터 (2015년)
- 마이 매드 팻 다이어리 시즌3 (2015년)
- 마이 매드 팻 다이어리 시즌2 (2014년) - 레이 역
- 마이 매드 팻 다이어리 시즌1 (2013년) - 레이 역